# Faverolles (Cantal)
Faverolles ist eine Ortschaft im französischen Département Cantal in der Region Auvergne-Rhône-Alpes. Sie gehörte zum Arrondissement Saint-Flour und zuletzt zum Kanton Neuvéglise. Mit Wirkung vom 1. Januar 2016 ging die bisherige Gemeinde in der Commune nouvelle Val d’Arcomie auf. Seither ist sie eine Commune déléguée. 

## Geografie
Das Siedlungsgebiet befindet sich auf ungefähr 950 Metern über Meereshöhe. Die Gemeindegemarkung umfasste 32,19 km². Nachbargemeinden waren Alleuze im Nordwesten, Anglards-de-Saint-Flour im Norden, Loubaresse im Osten, Saint-Marc im Südosten, Albaret-le-Comtal im Süden und Fridefont im Südwesten.

## Bevölkerungsentwicklung
| Jahr      | 1962 | 1968 | 1975 | 1982 | 1990 | 1999 | 2008 | 2013 |
| --------- | ---- | ---- | ---- | ---- | ---- | ---- | ---- | ---- |
| Einwohner | 634  | 549  | 502  | 441  | 378  | 334  | 303  | 308  |

## Sehenswürdigkeiten
- Château du Chassan, ein Monument historique

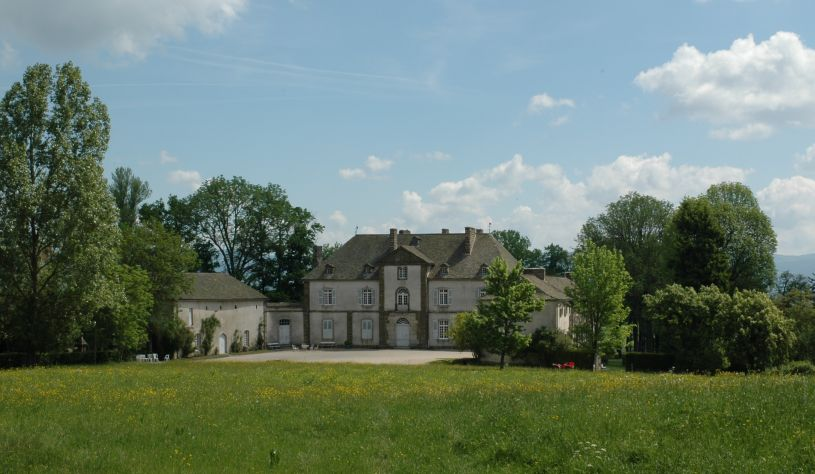
Château du Chassan
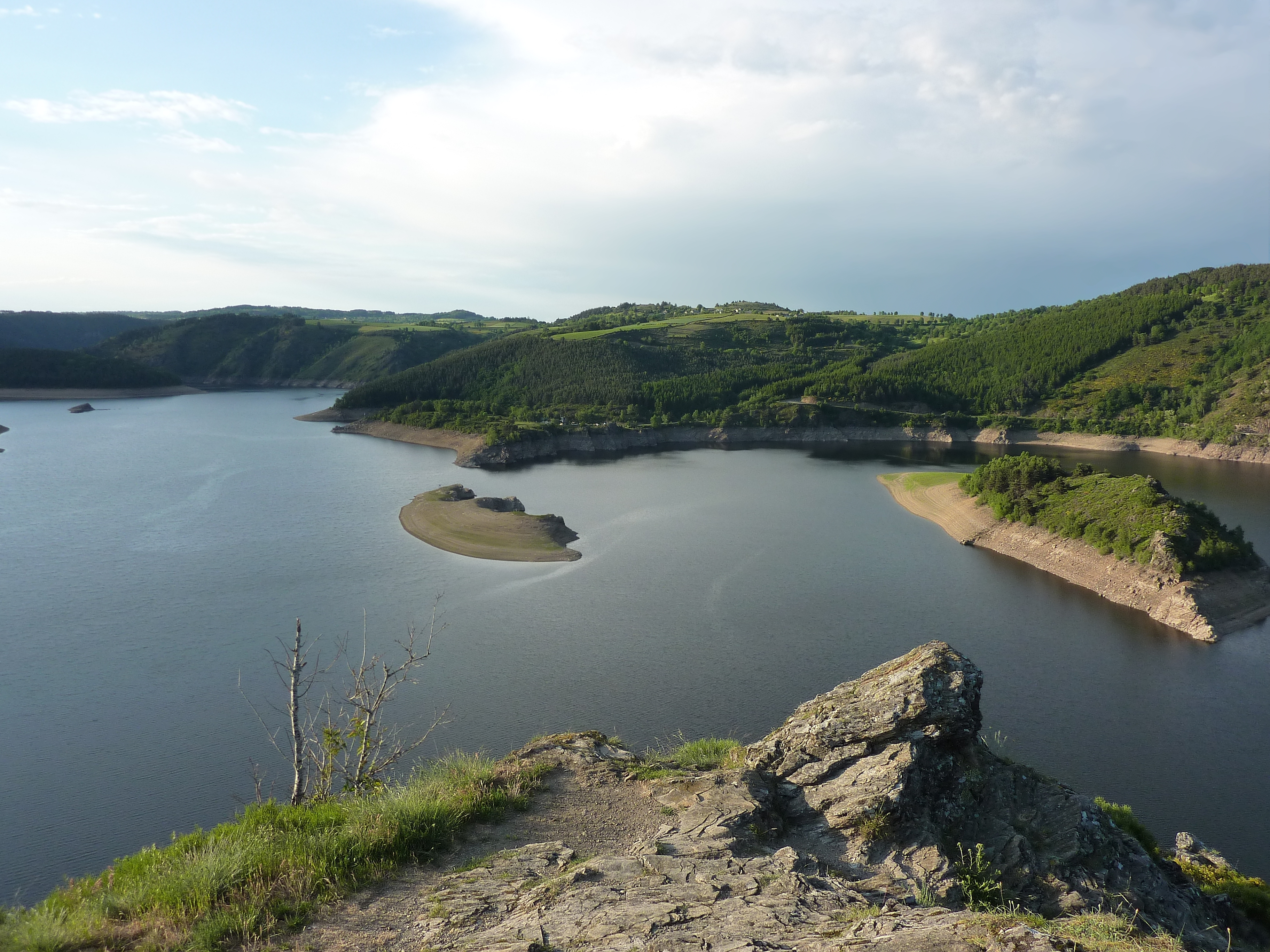
Lac de Grandval und die Truyère, die den See durchfließt